# Колычев, Сергей Фёдорович
Сергей Фёдорович Колычев (1787—1854) — русский подполковник, участник Отечественной войны 1812 года, кавалер ордена святого Георгия 4-й степени.

## Биография
Родился в 1787 году. Сын бригадира Колычева Фёдора Фёдоровича (1745—1791) и жены его Прасковии Ивановны, урождённой Долгоруковой. Службу начал юнкером в 1803 году в Екатеринославском кирасирском полку. Через 2 года 1 января 1805 года переведён в кавалергардский полк.
8 октября 1805 года Колычев был произведён в корнеты. Принимал участие в Аустерлицком сражении, за что был награждён орденом святой Анны 4-й ст. В 1808 году произведён в поручики. Во время Отечественной войны 1812 года Колычев всё время был с полком в действующей армии и за сражение при Бородине получил орден святого Владимира 4-й ст. При переходе русской армии за границу 14 января 1813 года произведён в штабс-ротмистры, а 20 февраля того же года в ротмистры.
За сражение под Кульмом награждён орденом святой Анны 2-й ст. 13 марта 1814 года участвовал в сражении при Фершампенуазе. Во время первой атаки всей линии неприятеля, командуя эскадроном, подавал примеры храбрости своим подчиненным, и отразил атаку неприятеля захватив 3 пушки. За этот подвиг Колычев был награждён орденом святого Георгия 4-й степени.
23 сентября 1817 года по решению суда Колычев был лишён орденов и записан рядовым в Изюмский гусарский полк, стоявший в Шацке Тамбовской губернии. 14 октября того же года, он был прощён и с возвращением орденов определён ротмистром в Екатеринославский кирасирский полк. 22 сентября 1820 года произведён в подполковники, а 22 декабря 1822 года уволен от службы из-за болезни с мундиром.
Скончался в 1854 году в своём имении Белевского уезда селе Темряни, где он и был похоронен около церкви.